# بمب‌گذاری اکتبر ۲۰۱۳ ولگوگراد
بمب‌گذاری اکتبر ۲۰۱۳ ولگوگراد (روسی: Наида Сиражудиновна Асиялова) یک حمله انتحاری بود که در اتوبوس شهری رخ داد.

## حمله
در روز ۲۱ اکتبر در شهر ولگوگراد که در ناحیه فدرالی جنوب روسیه در استان ولگوگراد قراردارد. زنی به نام نایدا آسیالوا (روسی: Наида Сиражудиновна Асиялова)؛ (انگلیسی: Sirazhudinovna Asiyalova Naida) که کمربند انفجاری به خود بسته و حامل ۶۰۰ گرم تی‌ان‌تی (تری‌نیتروتولوئن) بود. سوار بر اتوبوس شهری ولگوگراد شد که ۵۰ مسافر داشت و کمربند را منفجر کرد. این واقعه ۸ کشته (همراه با عامل انتحاری) و ۳۶ مجروح برجای گذاشت.